# 克萊門森 (明尼蘇達州)
克萊門森（英語：Clementson）是位於美國明尼蘇達州伍茲湖縣古德里德鎮區的一個非建制地區。

## 地理
克萊門森所處的海拔為高於海平面333米（即1093英呎），而該地所採用的時區為UTC-6，即北美中部時區（CST）。同時該地設有夏令時間，為UTC-6調快一小時，即UTC-5（CDT）。